# Kelisia brucki
Kelisia brucki är en insektsart som beskrevs av Franz Xaver Fieber 1878.
Kelisia brucki ingår i släktet Kelisia och familjen sporrstritar. Inga underarter finns listade i Catalogue of Life.